# Dúmnorix
Dúmnorix o Dumnòrix (en llatí Dumnŏrīx) va ser un cabdill dels hedus.
Es va aliar amb el cap dels helvecis, Orgètorix amb la filla del qual es va casar. Mort Orgètorix, els helvecis van mantenir els seus plans d'emigració i Dúmnorix va negociar l'any 58 aC el seu pas lliure pel territori dels sèquans. Juli Cèsar va advertir als hedus de no donar provisions als helvecis i reservar-les per l'exèrcit romà, però Dúmnorix els va donar.
Després de la derrota dels helvecis a la batalla de l'Arar el 58 aC Cèsar li va ordenar que comandés la seva persecució, donant-li 4.000 genets, fonamentalment eduans, que van ser derrotats pels 500 genets de la rereguarda dels helvecis, a causa de la poca voluntat dels gals a combatre, donades les relacions amistoses de Dúmnorix amb els helvecis, i aquest va ser indultat per Cèsar per l'amistat que sentia cap al seu germà Diviciac, i el temor que si l'hagués executat, Diviciac podia fer front als romans.
L'any 54 aC Cèsar el va obligar a acompanyar-lo a Britànnia en la seva expedició i va ser condemnat a mort per evitar possibles sentiments de revolta entre els gals per haver espantat als nobles de la Gàl·lia afirmant que Cèsar els anava a matar una vegada desembarcat a la Gran Bretanya. Dúmnorix quan va poder es va escapar del camp romà amb la cavalleria gal·la, però va ser capturat i executat.